# Чаково
Чаково (рум. Ciacova) град је и управно средиште истоимене градске општине, која припада округу Тимиш у Румунији. Насеље је значајно по присутној српској националној мањини у Румунији и као место рођења Доситеја Обрадовића. Град Чаково обухвата и насељена места Мачедонија, Обад, Петроман и Чебза.

## Положај насеља
Град Чаково се налази у источном, румунском Банату, на 30 km удаљености од Србије и од граничног прелаза код Ватина. Близу града води магистрални пут Београд—Темишвар. Град се налази на месту где равничарски део Баната прелази у заталасана побрежја. Налази се поред каналисане реке Тамиш, где је на обали остала стара кула, висока 24 метра, подигнута у време опасности од Турака.

## Историја
Први писани помен варошице Чаково јавља се 1141. године, када га у повељи краља Гезе II предао једној угарској племићкој породици у посед. Године 1243. краљ Бела IV је наредио да се поједина места, међу којима и Чаково, утврде због угрожености од Кумана и Печенеза. У папским регистрима место је убележено 1333—1337. Племић Иштван Пелечкај са своја четири сина је под своју власт узео то место, звано Чак а сам променио презиме у Чаки. У периоду 1554—1579. године Чаково је обично село уз тврђаву. За време турске владавине на тим просторима сматра се да је трговачки карактер и значај Чакова био израженији од Темишвара. Регулацијом тока Тамиша 1871. године он је престао да протиче поред села; остала је само мртваја.
Чаково је 1764. године седиште Чаковачког протопрезвирата. По Ерлеру царском ревизору 1774. године Чаково је било значајно место у Банату. У њему је седиште истоименог дистрикта са управним уредом, те коњичком касарном, црквом римокатоличком, а становништво мешовито - састављено од Срба, Шваба и Румуна. Када је 1797. године пописан православни клир у месту су служила три свештеника. Протопрезвитер поп Петар Чораји (рукоп. 1769) и пароси - поп Петар Поповић (1783) и поп Јоан Поповић (1795) говорили су српским и румунским језиком.
Швабе су још 1724. године формирале ту католичку парохију. Католичка школска зграда грађена је још 1728. а црква њихове вере почела да се прави 1732. година. Нова католичка црква подигнута је 1879—1881. близу гробља. Године 1898. евидентирана су три забавишта: комунално, српско и немачко.
У Чакову је било експозитура банака, штедионица, много занатлија и трговаца. Надалеко је чувен годишњи "Чаковачки вашар", који се 1827. године одржавао неколико пута: 14. јануара, римског Петровдана, 30. марта, православног Михољдана. Био је то највећи марвени вашар у тамишком Банату.
Варошица Чаково је имало врло интензиван и богат јавни живот. Поред школства (гимназије и неколико народних школа), духовног црквеног живота, развијају се позоришни и музички садржаји са изграђеном публиком, затим спортске, врло разнолике активности. Бициклисти 1898. године организују своје друштво. Месни Фудбалски клуб је основан 1906. године, а тениски 1909. године. Ту је излазило неколико листова, постојале су бројне националне организације.
Године 1905. Чаково је велика општина и седиште Чаковачког среза. У њему живи тада 4.601 становник у 828 домова. Највише је Немаца (2.596) док је других народа много мање. Румуна има 918, а Срба 548 православних душа (или 12%) са 155 кућа. Насеље има добре комуникације, поред ПТТ ту је и жељезничка станица. Од српских јавних здања ту су православна црква, народна школа и забавиште.
Чаково има сада три цркве: српску православну, румунску православну и католичку. Године 2004. Чаково је добило статус града.

## Становништво
Између два црквена пописа, 1847. и 1867. године, број православних парохијана је незнатно опао, за 30 душа. Крајем 1891. године у Чакову је било 1.303 Срба, који су живели у 275 кућа. Према попису из 2002. године Чаково имао је 2.792 становника. Последњих деценија број становника опада.
Место је од давнина било вишенародно, а месни Срби су одувек били мањина. Данас је њихов број осетно мањи него пре неколико деценија, а слична судбина задесила је и немачку и мађарску заједницу. Национални састав на појединим пописима био је следећи:
| Година пописа | 1910. год.    | 1992. год.    | 2002. год.    |
| Укупно ст.    | 4.404         | 2.949         | 2.792         |
| Срби          | 477 (10,8%)   | 115 (3,9%)    | 95 (3,4%)     |
| Румуни        | 942 (21,4%)   | 1.991 (67,5%) | 1.997 (71,5%) |
| Мађари        | 657 (14,9%)   | 436 (14,8%)   | 379 (13,6%)   |
| Немци         | 2.233 (50,7%) | 221 (7,5%)    | 125 (4,5%)    |
| остали        | 95 (2,2%)     | 186 (6,3%)    | 166 (5,9%)    |

Етничка слика града Чаково:

## Религија
Српска црква је грађена 1768—1771. године, а посвећена је празнику Успенију Пресвете Богородице. Православно парохијско звање основано је 1799. године. У порти се налазе надгробни камени споменици на грчком и црквено-словенском језику. Ктитор осликавања епитроп Георгије Капамаџија је 1771. године, ангажовао бечкеречког иконописца Димитрија Поповића. Сводове и зидове храма изнова је осликао Стеван Алексић током 1902—1903. године. У ризници црквеној има занимљивих зографских икона, које су дело Недељка Поповића. Постоји српско православно гробље, где је најстарији споменик из 1777. године. Мештанин, покојни поседник Мита Рошуловић је оставио чаковачкој српској цркви 1889. године, сав свој капитал од 40.000 ф. који је наменио за издржавање школе и цркве.
По попису из 1783. године у месту је записано да има 452 куће, од којих 326 ратарских а 126 занатлијских и трговачких. а године 1794. од 509 домова, 263 су српски, 129 немачких и 117 румунских. Након мађарске буне ствара се између Румуна и Срба напетост диктирана са стране. У главној чаковачкој улици налази се велики мермерни спомен крст који је подигнут маја 1805. године, "иждивенијем целог Обшћества и трудом господара Димитрија Флорића".
Државни попис православног клира Угарске из 1846. године бележи у Чакову 2.316 становника. Све црквене матичне књиге се воде од 1757. године. У православној парохији су 1846. године били свештеници, протопрезвитер Георгије Петровић, уз њега је сапарох Георгије Теодоровић. По званичном митрополијском попису из 1866. године у Чакову је било 1140 Срба, а 1122 Румуна. 
Од 1870. почело је раздвајање Срба и Румуна на црквеном пољу. Румуни су 1872. године присаједињени Карансебешкој румунској епархији. Када се 1894—1895. године вршила деоба чаковачке цркве, Србима је досуђено две трећине, а Румунима једна трећина. Православни Румуни су 1899—1900. године напустили сада српски храм, и прешли у свој нови који су направили у истој улици.
По протопрезвитерском извештају за крај 1891. године, у српској парохији у Чакову има православна црква са свештеником. Број православних становника износи 1.303, који станују у 275 српских домова. Почетком 20. века у Чакову је постојала српска православна црквена општина, скупштина је била редовна, под председништвом Николе Ранковог. Ту је парохија друге платежне класе, са парохом поп Милошем Милошевим родом из Жабља, који је девет година у месту. Године 1905. храм је у добром стању, постоји парохијски дом, а парохијска сесија износи 33 кј. Црквено-општински посед је био огроман, у поређењу са другим српским општинама и износио је 231 кј.

## Образовање
По ослобођењу од Турака у Чакову после 1720. године, почињу да раде упоредо српска и грчка школа. Претплатник мађарско-српске граматике био је 1833. године чаковачки учитељ Симеон Милиновић. У народној школи 1846. године са 130 ученика раде: у првом разреду учитељ Димитрије Милошевић, а у другом разреду предаје учитељ Симеон Милинковић (он је то и 1862). Марта 1864. године наименован је за учитеља Светозар Миладиновић. Завршио је шесторазредну гимназију и препарандију - оспособљен за рад у сеоској школи. По расписаном стечају из 1867. године види се да је плата тамошњег српског учитеља износила годишње 200 ф., 25 пожунских мерова жита, 15 фунти свећа, осам хвати дрва.
Те 1867. године о празнику Великој Госпојини је у Чакову, као родном месту Доситеја Обрадовића обележена свечано његова годишњица. Ту се тада Димитрије радио 1739. године и похађао основну школу. У православној цркви је након литургије проповед одржао архимандрит Бездински Теофан Живковић. Свечана поворка је кренула након службе од цркве до Доситејеве родне куће у истој улици. Откривена је затим спомен-плоча са пригодним натписом на кући. У наставку је благословена школска застава, изговорене су три пригодне беседе и певана је песма њему у част. Након говора проте Табаковића, говорио је Милан Кујунџић професор из Београда, а на крају пред плочом је беседио Мита Стојковић. Да се родна кућа српског "мудраца" сачувала за српство, намеравали је црквена општина да ту зграду откупи и у њој отвори "девојачку" (женску) школу. На свечаном ручку беседио је други ахимандрит Бездински Стефан Михаловић. Да би се то и реализовало неколико српски богаташа је дало прилог. Тако су за ручком пред званицама дали - обећали: архимандрит Живковић 100 ф, Јован барон Николић и Александар пл. Николић сваки по 50 ф.
Српска народна школа у Чакову је постојала непрекидно 1809—1947. године. Расписан је 1901. године стечај за упражњено место српског народног учитеља, након смрти претходног. Плата основна у износу од 1200 к, исплаћивана је унапред месечно из "Рогуловићевог фонда". Уместо расположивог стана и обезбеђеног огрева - исплаћиван је новац учитељу. А од њега се пуно тога очекивало, уз новчану накнаду: да држи пофторну (празничну школу), буде перовођа и књиговођа свим општинским органима, да предаје у општинској Занатској школи, да буде хоровођа црквеном Певачком друштву, да обучава децу школску и општинску црквеном појању и да на сваком богослужењу учествује певајући у храму из десне певнице. Тада је парох био Милош Милошев а председник Школског одбора Никола Јанков. Чаково има почетком 20. века српску народну школу са једним здањем за редовну наставу, пофторну школу и забавиште. Председник Школског одбора 1905. године је Пера Живановић, а поп Милош Милошев школски управитељ. У месту су наставно тело чинили: учитељ Радивој Петровић, родом из Парага, седам година у месту, и забавиља Софија Јовановић родом из Нештина. Она је завршила стручно образовање у заводу у Ходмезевашархељу 1895. године и служи у Чакову већ 11 године. Редовну наставу је тада пратило 46 ђака, у пофторну школу ишло 5 ученика старијег узраста, док је у забавишту било 31 млађе дете.

## Култура
У време када се формирала "Омладина српска" и у Чакову је било одјека. На црквени празник Велику Госпојину 1866. године извела је српска омладина у том месту "беседу" са богатим културно-уметничким програмом. Богати Срби Чаковци званично оснивају 1867. године своју "Српску читаоницу". Све је почело много раније, на скупу оснивачком фебруара 1866. године, када је донета одлука, изабрана управа, сачињени статути. Жалили су се Чаковци с јесени да их виша власт не потврђује, ни после седам месеци. Фебруара 1868. године јавно су се захвалили Срби окупљени око читаонице двојици дародаваца. Ђ. Лазаревић је у српским новинама навео да је читаоница украшена; Стојан Новаковић уредник "Виле" из Београда послао је више егземплара научних радова, Бранко Костић поклонио читаоничку заставу а иконописац Љубомир Александровић из Темишвара, подарио своје уметничко дело портрет Доситејев. Она је 1870. године била претплаћена заједно са још 23 становника Чакова, на омладинско гласило "Млада Србадија". У месту често гостују српске позоришне трупе, током својих турнеја. Само је СНП из Новог Сада између 1863 и 1906. године одржало током седам посета 84 представе за народ. Јула 1899. године организована је велика свечаност са богатим програмом у част песника Јована Јовановића Змаја, који се појавио лично на слављу у Чакову.
Постојала је у Чакову почетком 20. века "Српска црквена певачка задруга у Чакову". Певачка дружина је основана још 1857. године, када се окупило 14 чланова певача и 35 чланова помагача. У свом саставу евидентирано је 20 редовних и 28 помажућих чланова. Задругу су водили 1905. године: председник Пера Ј. Живановић, хоровођа Радивој Петровић, благајник Владимир Чарнић. Априла 1911. године обележена је у месту на изузетно свечани начин стогодишњица смрти Чаковца, Димитрија или Доситеја Обрадовића. Свечаности су присуствовали угледни Срби са свих страна, а пред родном кућом где је откривена спомен-плоча српском просветитељу, говорио је књижевни критичар из Београда, Јован Скерлић. Срби су били до 1919. године малобројни, али богати и њихов посед је био импозантан и доминантан у центру места. Најлепше зграде око Главног трга биле су све српских власника: барона Рајачића, Нике Војновића, Владислава Којина, Јефте Пантића, Мише Поповића, Александра Симоновића, Саве Давидовића итд. Срби су изгубили национални полет и нагло се иселили са повлачењем српске војске након 1920. године, у складу са мировним савезничким споразумима.
У родном месту Доситеја Обрадовића сваке године, одржава се културно-уметничка манифестација "Доситејеви дани". Откупљена је његова родна кућа у улици надомак српске цркве, на фасади је спомен-плоча, а унутра је уређен музеј славног Србина Европејца. Кућа је обновљена 2021. године.

## Познате личности
- Доситеј Обрадовић, српски писац и просветитељ
- Спиридон Јовановић, први нишки учитељ
- Стефан Поповић, архимандрит манастира Ковиља, епископ пакрачки и вршачки
- Димитрије Тирол, српски професор, књижевник и родољуб[23]
- Милан Петровић, српски професор и председник Матице српске
- Бранко Таназевић, српски архитекта и универзитетски професор
- Емилијан Чарнић, српски теолог и универзитетски професор

## Партнерски градови
- Сен Парду ла Ривер
- Мази Торело